# Roanoke (Virginia)
Roanoke (oficialmente: City of Roanoke) es una de las 39 ciudades independientes del estado estadounidense de Virginia. En el censo de 2000 la ciudad tenía una población de 94.911 habitantes. Es la ciudad principal del área metropolitana de Roanoke.

## Geografía
Según la Oficina del Censo de los Estados Unidos, la ciudad tiene un área de 111,1 km², de los cuales 111,0 km² corresponde a terreno seco y 0,1 km² a agua (0,07%). La ciudad se encuentra en el valle de Roanoke. El río Roanoke pasa por la ciudad.

### Clima
| Parámetros climáticos promedio de Aeropuerto Regional de Roanoke, Virginia (normales 1991–2020, extremos 1912–presente) | Parámetros climáticos promedio de Aeropuerto Regional de Roanoke, Virginia (normales 1991–2020, extremos 1912–presente) | Parámetros climáticos promedio de Aeropuerto Regional de Roanoke, Virginia (normales 1991–2020, extremos 1912–presente) | Parámetros climáticos promedio de Aeropuerto Regional de Roanoke, Virginia (normales 1991–2020, extremos 1912–presente) | Parámetros climáticos promedio de Aeropuerto Regional de Roanoke, Virginia (normales 1991–2020, extremos 1912–presente) | Parámetros climáticos promedio de Aeropuerto Regional de Roanoke, Virginia (normales 1991–2020, extremos 1912–presente) | Parámetros climáticos promedio de Aeropuerto Regional de Roanoke, Virginia (normales 1991–2020, extremos 1912–presente) | Parámetros climáticos promedio de Aeropuerto Regional de Roanoke, Virginia (normales 1991–2020, extremos 1912–presente) | Parámetros climáticos promedio de Aeropuerto Regional de Roanoke, Virginia (normales 1991–2020, extremos 1912–presente) | Parámetros climáticos promedio de Aeropuerto Regional de Roanoke, Virginia (normales 1991–2020, extremos 1912–presente) | Parámetros climáticos promedio de Aeropuerto Regional de Roanoke, Virginia (normales 1991–2020, extremos 1912–presente) | Parámetros climáticos promedio de Aeropuerto Regional de Roanoke, Virginia (normales 1991–2020, extremos 1912–presente) | Parámetros climáticos promedio de Aeropuerto Regional de Roanoke, Virginia (normales 1991–2020, extremos 1912–presente) | Parámetros climáticos promedio de Aeropuerto Regional de Roanoke, Virginia (normales 1991–2020, extremos 1912–presente) |
| Mes | Ene. | Feb. | Mar. | Abr. | May. | Jun. | Jul. | Ago. | Sep. | Oct. | Nov. | Dic. | Anual |
| --- | --- | --- | --- | --- | --- | --- | --- | --- | --- | --- | --- | --- | --- |
| Temp. máx. abs. (°C) | 27.2 | 28.9 | 32.2 | 35 | 37.2 | 40 | 40.6 | 40.6 | 39.4 | 37.2 | 28.3 | 26.7 | 40.6 |
| Temp. máx. media (°C)                                                                                                   | 8.4 | 10.4 | 15 | 20.9 | 25.1 | 29.1 | 31.2 | 30.3 | 26.7 | 21.2 | 15 | 10 | 20.3 |
| Temp. media (°C) | 3.3 | 4.9 | 9.1 | 14.4 | 18.9 | 23.2 | 25.4 | 24.6 | 20.9 | 14.9 | 9.1 | 4.9 | 14.5 |
| Temp. mín. media (°C)                                                                                                   | -1.8 | -0.7 | 3.1 | 7.9 | 12.8 | 17.3 | 19.7 | 18.9 | 15.1 | 8.8 | 3.2 | -0.1 | 8.7 |
| Temp. mín. abs. (°C) | -23.9 | -18.3 | -12.8 | -9.4 | -1.1 | 2.2 | 8.3 | 5.6 | 0 | -5.6 | -13.3 | -24.4 | -24.4 |
| Precipitación total (mm)                                                                                                | 80.5 | 73.4 | 89.2 | 88.6 | 109.5 | 118.4 | 108.7 | 85.6 | 103.1 | 75.2 | 77.2 | 78.2 | 1087.6 |
| Nevadas (cm) | 10.9 | 12.2 | 5.8 | 0.3 | 0 | 0 | 0 | 0 | 0 | 0 | 0.3 | 8.1 | 37.6 |
| Días de precipitaciones (≥ 0.2 mm)                                                                                      | 9.5 | 9.5 | 11.1 | 10.7 | 12.4 | 12.2 | 11.7 | 9.7 | 9.0 | 7.7 | 7.8 | 9.2 | 120.5 |
| Días de nevadas (≥ 0.2 cm)                                                                                              | 2.0 | 2.2 | 1.4 | 0.1 | 0.0 | 0.0 | 0.0 | 0.0 | 0.0 | 0.0 | 0.1 | 1.3 | 7.1 |
| Fuente: NOAA | | | | | | | | | | | | | |

## Transporte

### Aeropuertos
El Aeropuerto Regional de Roanoke se encuentra en la parte norte de la ciudad. Es el principal aeropuerto de la región suroeste de Virginia, tanto para pasajeros, como para mercancías.

### Tren
Irónicamente para una ciudad conocida por su historia ferroviaria, Roanoke no ha tenido servicio de trenes de pasajeros desde 1979. Amtrak para en Lynchburg y Clifton Forge, Virginia. Roanoke sería una parada en la propuesta de sistema ferroviario de pasajeros Transdominion Express, actualmente en estudio por el Estado de Virginia. Mientras tanto, un servicio de autobús, el Smart Way Connector, se alinea con la agenda de Amtrak para llevar a los pasajeros a la estación de Kemper Street en Lynchburg.
Roanoke sigue siendo un centro importante en el sistema de transporte ferroviario de mercancías de Norfolk Southern. En 2006, el ferrocarril ha anunciado planes para construir una estación de clasificación] intermodal. La localidad vecina de Salem propuso un sitio en una zona industrial de la ciudad. Por otro lado, el Estado de Virginia también puede actualizar la línea de Norfolk Sourth paralela a la Interestatal 81 desde Roanoke a través del Valle de Shenandoah, para fomentar una mayor utilización del tren para el transporte de mercancías.

### Carreteras

#### Autopistas importantes
- Interestatal 81
- Interestatal 581
- U.S. Route 11
- U.S. Route 220
- U.S. Route 221
- U.S. Route 460
- Ruta Estatal de Virginia 101
- Ruta Estatal de Virginia 117

### Autobuses
El sistema de autobuses de Valley Metro sirve a la ciudad de Roanoke y alrededores. Casi todas las rutas tienen origen o destino final en la estación de autobuses de la Corte de Campbell (Campbell Court), en el centro de Roanoke, que también está atendido por el servicio Greyhound Lines. Valley Metro también ofrece servicio de autobús a Blacksburg, Christiansburg, Lynchburg y Virginia Tech a través de Smart Way and Smart Way Connector. Además, varios autobuses gratuitos conectan universidades locales con el centro de Roanoke. El Ferrum Express conecta el Colegio Ferrum, en el cercano Rocky Mount, con el centro de Roanoke, mientras que el Hollins Express conecta con la Universidad de Hollins, en el Condado de Roanoke.

### Gestión de la Demanda de Transporte
Roanoke City está atendida por RIDE Solutions, una agencia regional de gestión de la demanda de transporte, que proporciona adecuación de carpool, promoción de la bicicleta, asistencia de tránsporte y asistencia de teletrabajo a las empresas y ciudadanos de la región.

#### Vehículos eléctricos
Por otro lado, Roanoke es la sede de la Renewable Energy and Electric Vehicle Association - REEVA (Asociación del Vehículos Eléctrico y la Electricidad Renovable), una organización de Hágalo-Usted-Mismo que ayuda a sus miembros a hacer instalaciones solares/eólicas y a construir vehículos eléctricos para conectarlos en Casas de Proyecto.

## Demografía
Según el censo de 2000, había 94.911 personas, 42.003 hogares y 24.235 familias en la ciudad. La densidad de población era 854,6 hab/km². Había 45.257 viviendas para una densidad promedio de 407,5 por kilómetro cuadrado. La demografía de la ciudad era de 69,38% blancos, 26,74% afroamericanos, 0,20% amerindios, 1,15% asiáticos, 0,02% isleños del Pacífico, 0,72% de otras razas y 1,78% de dos o más razas. 1,48% de la población era de origen hispano o latino de cualquier raza.
Se censaron 42.003 hogares, de los cuales el 25,5% tenían niños menores de 18 años, el 37,1% eran parejas casadas viviendo juntos, el 16,5% tenían una mujer como cabeza del hogar sin marido presente y el 42,3% eran hogares no familiares. El 35,9% de los hogares estaban formados por un solo miembro y el 12,8% tenían a un mayor de 65 años viviendo solo. La cantidad de miembros promedio por hogar era de 2,20 y el tamaño promedio de familia era de 2,86 miembros.
En la ciudad la población estaba distribuida en: 22,6% menores de 18 años, 8,2% entre 18 y 24, 30,5% entre 25 y 44, 22,3% entre 45 y 64 y 16,4% tenían 65 o más años. La edad media fue 38 años. Por cada 100 mujeres había 88,3 varones. Por cada 100 mujeres mayores de 18 años había 84,3 varones.
El ingreso medio para un hogar en la ciudad fue de $30.719 y el ingreso medio para una familia $37.826. Los hombres tuvieron un ingreso promedio de $28.465 contra $21.591 de las mujeres. El ingreso per cápita de la ciudad fue de $18.468. Cerca de 12,9% de las familias y 15,9% de la población estaban por debajo de la línea de pobreza, 24,4% de los cuales eran menores de 18 años y 11,3% mayores de 65.

## Educación
Roanoke tiene dos institutos públicos:
- Patrick Henry High School, en la zona del Raleigh Court.
- William Fleming High School, en Northwest Roanoke.

## Ciudades hermanadas
Roanoke mantiene un hermanamiento de ciudades con:
| - Florianópolis - Kisumu - Lijiang - Opole | - Pskov - Saint-Lô - Wonju |